# Don Rogers (calciatore)
Donald Edward Rodgers, conosciuto principalmente come Don Rogers (Paulton, 25 ottobre 1945) è un allenatore di calcio ed ex calciatore inglese, di ruolo attaccante.

## Caratteristiche tecniche
Giocava come ala sinistra.

## Carriera

### Giocatore
Viene ingaggiato dallo Swindon Town nel 1961, esordendo in prima squadra l'anno seguente, nel quale il club conquista la promozione dalla terza alla seconda divisione inglese. Gioca quindi in Second Division nei campionati 1963-1964 e 1964-1965, mentre dopo la retrocessione di quest'ultima stagione gioca ininterrottamente in Third Division fino al termine della stagione 1968-1969: in questa categoria vince anche 2 titoli di capocannoniere, nelle stagioni 1967-1968 e 1968-1969, rispettivamente con 25 e 22 reti segnate.
Nella stagione 1968-1969 è inoltre tra i protagonisti della vittoria del trofeo più importante della storia dello Swindon Town, la Coppa di Lega 1968-1969: nella finale vinta per 3-1 ai tempi supplementari contro l'Arsenal Rogers infatti realizza una doppietta nei tempi supplementari; nei 2 anni seguenti vince anche la Coppa di Lega Italo-Inglese 1969 e la Coppa Anglo-Italiana 1970.
Dal 1969 al 1972 gioca invece in seconda divisione, sempre nello Swindon Town, che lascia nell'estate del 1972 dopo 146 reti in 400 partite di campionato per accasarsi al Crystal Palace, club di prima divisione: anche al Palace gioca con buona regolarità, sia nella First Division 1972-1973 che nella Second Division 1973-1974 (a seguito della retrocessione dell'anno precedente), oltre che nei primi mesi della stagione 1974-1975: dopo 28 reti in 70 presenze lascia poi il club per giocare nel QPR, con cui tra il 1974 ed il 1976 realizza 5 reti in 18 presenze nella massima divisione inglese. Nell'estate del 1976 fa ritorno allo Swindon dopo 4 anni: si tratta però di una breve parentesi (12 presenze e 2 gol), interrotta prima della fine della stagione per un prestito allo Yeovil Town, club semiprofessionistico della Southern Football League (all'epoca categoria immediatamente successiva alla Fourth Division), dove raggiunge il suo ex compagno di squadra degli anni '60 Stan Harland.
Con 490 presenze e 178 reti in partite ufficiali è uno dei giocatori più rappresentativi nella storia dello Swindon Town, di cui è il quinto giocatore di sempre per numero di partite ufficiali giocate ed il terzo di sempre per numero di gol realizzati.

### Allenatore
Tra il 1990 ed il 1995 ha allenato i dilettanti del Lambourn Sport, militanti nella Hellenic Football League; ha allenato nel medesimo campionato (vincendolo nella stagione 1997-1998) anche allo Swindon Supermarine, che ha guidato dal 1996 al 1998. Nella stagione 1998-1999 ha allenato l'Hungerford Town, club di Isthmian League.

## Palmarès

### Giocatore

#### Club

##### Competizioni nazionali
- Coppa di Lega inglese: 1

Swindon Town: 1968-1969

##### Competizioni internazionali
- Coppa di Lega Italo-Inglese: 1

Swindon Town: 1969
- Coppa Anglo-Italiana: 1

Swindon Town: 1970

#### Individuale
- Capocannoniere della terza divisione inglese: 2

1967-1968 (25 reti), 1968-1969 (22 reti)

### Allenatore

#### Competizioni regionali
- Hellenic Football League: 1

Swindon Supermarine: 1997-1998